# Miguel Santa María
Miguel Santa María (Veracruz, Nueva España, 1789 - Madrid, España, 23 de abril de 1837) fue un escritor, traductor, abogado, y diplomático mexicano de ideología republicana. Como ministro plenipotenciario de Gran Colombia firmó el Tratado de Unión, Liga y Confederación Perpetua entre México y Colombia. Como ministro plenipotenciario de México y enviado extraordinario, firmó el Tratado definitivo de paz y amistad entre México y España, mediante el cual se reconoció la Independencia de México, restableciéndose así las relaciones entre ambas naciones.

## Estudios y acciones liberales
Nació en el puerto de Veracruz en la Nueva España. Realizó sus primeros estudios de latín y literatura en Tehuacán. Se trasladó a la Ciudad de México en donde estudió artes en el Colegio de San Juan de Letrán, así como teología y jurisprudencia en el Seminario Conciliar.
En 1808 rehusó unirse a las fuerzas militares y viajó a Madrid para concluir su carrera y obtener el título de abogado. En 1812 asistió como observador a las Cortes de Cádiz, se relacionó con los políticos liberales que promulgaron la Constitución de 1812. El 4 de mayo de 1814, el rey Fernando VII restableció el régimen absolutista en España declarando nula la carta magna y las decisiones tomadas por las cortes. Como muchos otros liberales, Miguel Santa María fue aprehendido y hecho prisionero. Con la ayuda de los carceleros, logró escapar y se embarcó a Estados Unidos, lugar en donde conoció a Xavier Mina a quien apoyó económicamente para realizar la expedición que llevó a cabo durante la guerra de independencia de México. Por su parte, Santa María se dirigió a Veracruz en la fragata Active para apoyar los planes independentistas, pero las circunstancias fallidas lo obligaron a trasladarse a Jamaica. 

## Representante de Gran Colombia
Se reunió con Simón Bolívar y Pedro Gual, fue nombrado secretario del almirantazgo y miembro del Congreso Constituyente de 1821. Rehusó este último nombramiento manifestando no ser nativo del país. De cualquier forma, por unanimidad de votos, ocupó un puesto en la asamblea y fue secretario de la misma. Mientras tanto, el Plan de Iguala proclamado por Agustín de Iturbide finalmente logró el triunfo de la independencia de México. Bolívar nombró a Santa María ministro plenipotenciario de la Gran Colombia y lo envió a México con la misión de firmar un tratado de amistad y comercio. Poco después de llegar a Veracruz, el 23 de marzo de 1822, Santa María notificó su misión al ministro de Relaciones Exteriores José Manuel de Herrera. El 27 de abril de 1822, el Congreso mexicano reconoció a Colombia y aceptó la propuesta del tratado.
Santa María —quien tenía una ideología republicana centralista— no vio con buenos ojos al régimen del Primer Imperio Mexicano. Bajo pretexto de enfermedad, declinó la invitación al acto de coronación que tuvo lugar el 21 de julio de 1822 y se mantuvo en contacto con los diputados que se oponían al régimen imperial, entre ellos Servando Teresa de Mier, Carlos María de Bustamante y José Joaquín de Herrera. Enterado Iturbide de las actividades de Santa María, el 18 de octubre, le expidió su pasaporte para que abandonara el país. El ministro se dirigió al puerto de Veracruz, estando en espera para embarcarse, se reunió con Antonio López de Santa Anna, a quien ayudó en la redacción del Plan de Veracruz. El documento fue proclamado el 2 de diciembre, su finalidad era establecer un régimen republicano en México. De forma paralela, Santa María hizo contacto con Joel R. Poinsett —a la sazón agente confidencial de los Estados Unidos—, pidiéndole intervenir para que su gobierno en Washington D. C. no reconociera a Iturbide y así formar una república federal en la incipiente nación.
Santa María decidió quedarse a la expectativa del desarrollo de la Revolución del Plan de Casa Mata. Se mantuvo en contacto con los republicanos como Miguel Ramos Arizpe y José Mariano Michelena. Coadyuvó a la causa republicana colaborando con el periódico El Sol, sus artículos fueron publicados bajo el seudónimo de El Capitán Chinchilla. Una vez derrocado Iturbide, restableció sus relaciones con el gobierno provisional de México. De esta forma, pudo completar su misión al firmar el Tratado de Unión, Liga y Confederación Perpetua entre México y Colombia, el 3 de octubre de 1823. Al mismo tiempo solicitó a Bolívar sus cartas de retiro, informándole su deseo de quedarse radicar en su patria nativa. Por su parte, Bolívar le ofreció la titularidad del Ministerio de Relaciones Exteriores de Colombia, nombrarlo ministro plenipotenciario de dicha nación en Inglaterra o formar parte de la gran asamblea de Panamá, sin embargo Santa María rehusó todas las ofertas.

## Vida política en México y diplomático en Europa

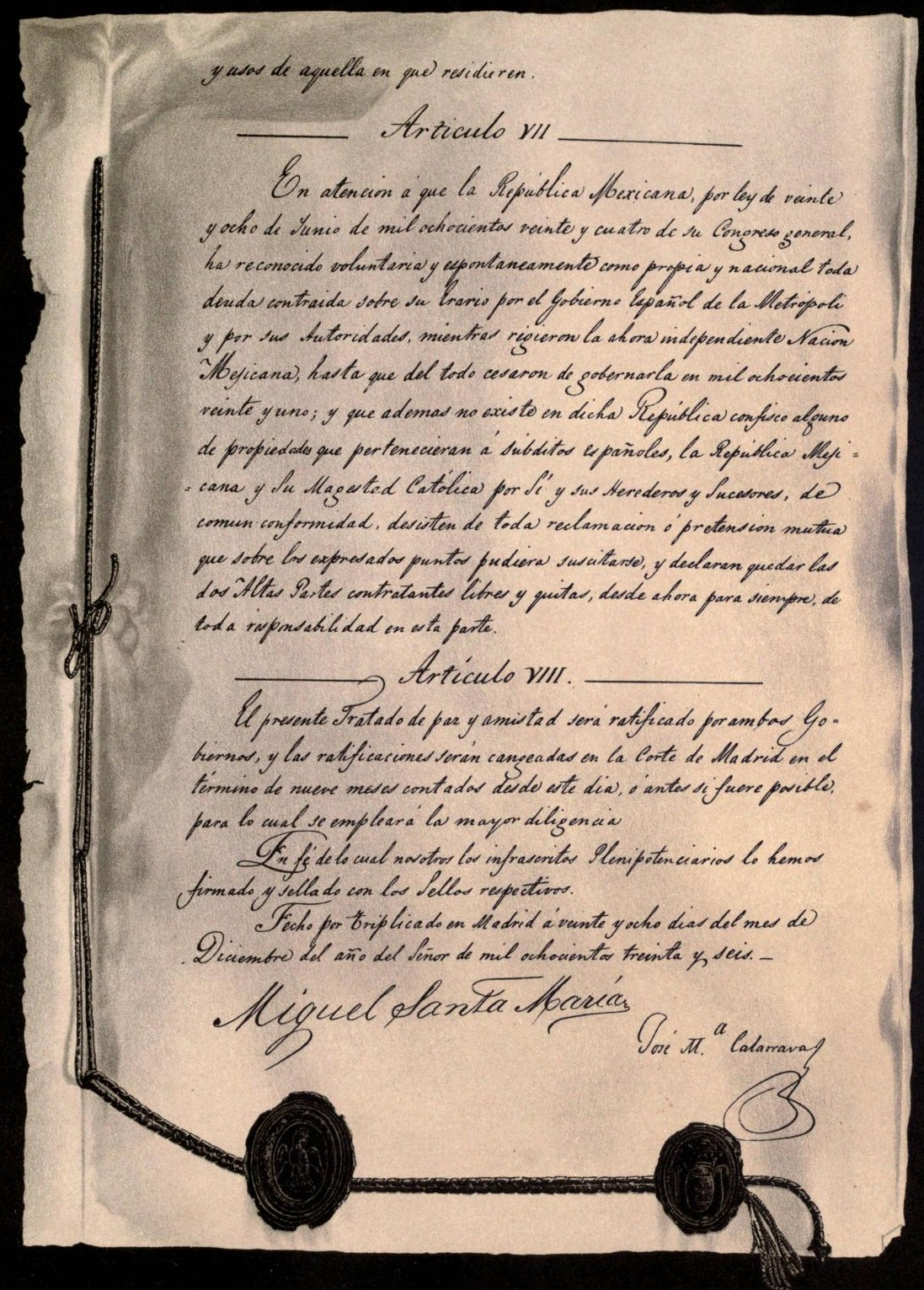
Última hoja del Tratado de Paz y Amistad entre México y España firmado por José María Calatrava y Miguel Santa María.

Como ciudadano mexicano, Santa María fue corifeo de la logia escocesa. Tuvo influencia en el gobierno de Guadalupe Victoria, a quien le propuso crear una confederación de Estados hispanoamericanos, pero sus ideas no fueron aceptadas por todos los actores políticos, especialmente los federalistas y los militantes de la logia yorkina. La Legislatura del Estado de Occidente solicitó su expulsión en febrero de 1828, dos meses más tarde, decidió alejarse de la política. En 1829, se exilió a Estados Unidos y Europa, radicó en París, se unió a diversas sociedades literarias. Regresó a México en 1831, en donde continuó con sus actividades como escritor.
En 1833, fue sospechoso de ser autor de un periódico satírico que criticaba al gobierno de Manuel Gómez Pedraza, por esta razón fue incluido en la Ley del Caso (o Ley del Ostracismo) expedida por Santa Anna y Gómez Farías que ordenaba su destierro. Esclareció la confusión al publicar su Informe secreto al pueblo soberano, no obstante decidió exiliarse en Falmouth. En 1834, fue nombrado ministro plenipotenciario de México en Inglaterra, inicialmente rehusó el nombramiento por su oposición a la política seguida por el Plan de Cuernavaca, finalmente aceptó sustituir de manera interina a su antecesor, el señor Garro.
Era de primordial interés para el gobierno mexicano restablecer las relaciones diplomáticas con España, pero las negociaciones se encontraban estancadas. Al morir Fernando VII —quien deseaba coronar a su hermano Carlos en México—, el ministro liberal Martínez de la Rosa reinició las negociaciones. Santa María fue comisionado como enviado extraordinario para pactar el Tratado de Paz y Amistad entre México y España. Santa María comunicó la aceptación de la deuda contraída por el erario español hasta 1821, basándose en la ley del 28 de junio de 1824 emitida por el Congreso mexicano, en la cual, dicha deuda se había reconocido de forma voluntaria, espontánea, propia y nacional. El tratado fue firmado el 28 de diciembre de 1836. En representación de México, firmó Miguel Santa María, y en representación de España, José María Calatrava.
Se pactó un olvido total de lo pasado, así como una anmistía general completa para todos los españoles y mexicanos, sin excepción alguna, expulsados, ausentes, desterrados, ocultos o presos. Ambos gobiernos convinieron entablar un tratado de comercio y navegación. El tratado fue ratificado y publicado casi un año más tarde de su firma, sin embargo, Santa María no logró ser testigo de esto, pues murió en Madrid, el 23 de abril de 1837.

## Obras publicadas
En 1831 publicó Reflexiones acerca de las letras pontificias. Realizó traducciones de los discursos morales de Hugh Blair, los cuales publicó hasta la tercera serie. Después de haber sido perseguido por la Ley del Caso, publicó el folleto Informe secreto al pueblo mexicano.